# 植村泰忠 (物理学者)
植村 泰忠（うえむら やすただ、1921年(大正10年)4月18日 - 2004年(平成16年)11月28日）は、日本の物理学者。東京大学名誉教授。

## 生涯
東京府出身。経済団体連合会元会長植村甲午郎の長男として生まれる。
東京帝国大学理学部卒業。東芝マツダ研究所勤務、1958年 理学博士。東大理学部物理学助教授、1963年教授。1973年から1976年理学部長、1982年3月定年退官、名誉教授。その他東京理科大学教授、武蔵学園長（1990年4月 - 1998年4月）。
半導体の理論的研究、1983年共同研究「強磁場下のMOS反転層における伝導現象の理論」で日本学士院賞受賞。2004年に死去。墓所は多磨霊園。

## 人物
東大紛争の大学側の記録を保存していたことでも知られている。
妻の春子は子爵阪谷希一の五女、長男の植村泰佳は曾祖父植村澄三郎が常務だった大日本麦酒の後身サッポロビール取締役、武蔵学園理事、電子商取引安全技術研究組合理事長、次男の植村泰朋はコロンビア大学物理学科教授。

## 共著
- 『半導体の理論と応用 上 (その半世紀の歩み)』菊池誠共著 裳華房 1960年

## 参考
- コトバンク